# Förvåning

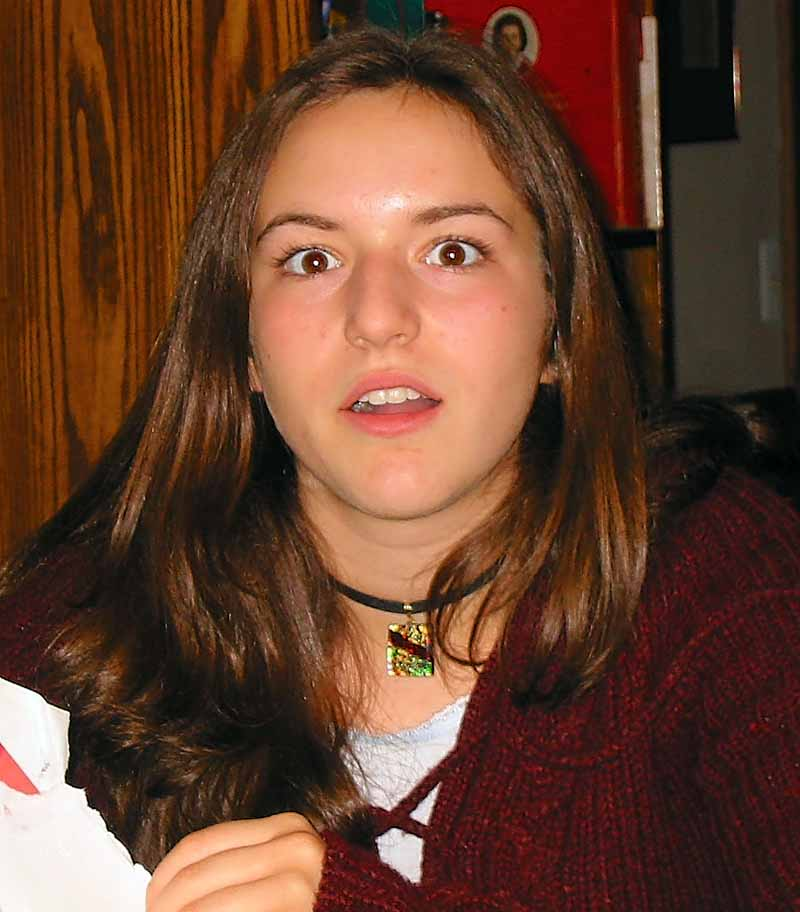
En kvinna som uttrycker förvåning.

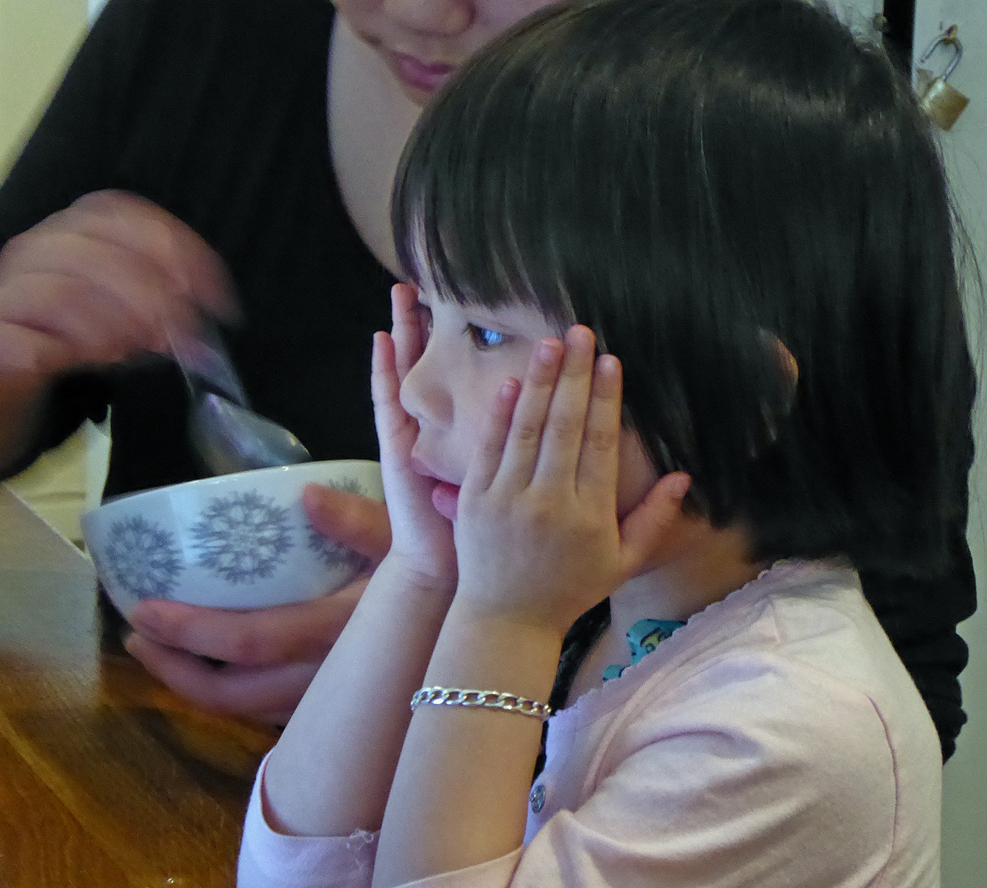
Ett barn tittar med förvåning på sin Ipad.

Förvåning är en kortvarig psykologisk känsla när en person inser att en händelse inte utspelar sig som personen förväntat sig. Upplevelsen kan vara obehaglig, neutral, positiv eller negativ. Förvåning kan vara på olika intensivnivåer. Om personen blir lätt förvånad, är responsen mindre intensiv, men om förvåningen är stor, blir responsen mer intensiv och kan till exempel leda till flykt- och kamprespons.

## Icke-verbala uttryck[1]
Exempel på olika ansiktsuttryck som är vanliga hos en förvånad människa är
- Ögonbryn som höjer sig.
- Horisontala rynkor över pannan.
- De övre ögonlocken höjer sig, medan de undre ögonlocken sjunker.
- Pupillerna vidgar sig.
- Personen "tappar hakan", dvs att läpparna och tänderna är separerade.

Dessa uttryck kallas för "mikrouttryck", och syns endast femtedel av en sekund. Dessa uttryck kan efterföljas av  uttryck av lycka, rädsla eller förvirring. En tumregel för att mäta intensiteten i förvåningen är hur långt ner hakan sjunker, men ibland sjunker hakan inte över huvud taget. Det mest tydligaste ansiktsuttrycket för förvåning är höjning av ögonbrynen, eftersom de är lätta att upptäcka vid ögonkontakt.
Dessa uttryck kan påverkas av en del faktorer så som miljö, volym, tid, hastighet eller ögonkontakt. Dessa ledtrådar kan avgöra värdet på förvåningen, om förvåningen har ett positivt, negativt, eller neutralt värde. Detta leder till att värdet på en förvåning alltid varierar från person till person eftersom olika faktorer alltid räknas in, men uttrycken är i princip alltid de samma eftersom de är ofrivilliga.

## Verbala uttryck[2]
Under vissa situationer uppstår en del förväntningar av situationen, när dessa förväntningar bryts uppstår förvåning. Det är vanligt att dessa förväntningar bryts verbalt, detta leder till en verbal reaktion, vilket ofta endast innebär att personen i fråga uttrycker sig verbalt såsom i ett skrik, rop, svordomar, eller flämtar, vilka är typiska verbala uttryck kopplade till förvåning.

## Psykologiska uttryck[3]
Den psykologiska responsen av förvåning är ofta kopplad till Startle-reflexen. Funktionen med förvåning är att abrupt avbryta en händelse eller situation för att relatera till en annan eller liknande situation/händelse. Det sker en automatisk omdirigering av det aktuella ämnet och det leder till spänningar i muskler, särskilt nackmusklerna. Enligt studier sker denna spänning väldigt fort. Precis som andra mikrouttryck varar denna spänning endast en femtedels sekund.